# Lago Briceño
El lago Briceño es un cuerpo de agua superficial léntico ubicado 30 km al noreste de Villa O'Higgins en la Región de Aysén.

## Hidrografía
El lago descarga sus aguas en el río Mayer a través de su emisario el río Vargas. Su espejo de agua cubre un área de 21 km². Sus afluentes provienen de las laderas sur de la zona de glaciares que abastecen al lago Christie.: 591 

## Historia
Luis Risopatrón lo describe sucintamente en su Diccionario Jeográfico de Chile de 1924:: 97 
Briceño (Lago) 48° 18' 72° 30'. Es de mediana estensión i desagua por el rio Vargas al estremo NW del brazo Norte-oriente del lago de San Martin. 134; i 156.

## Población, economía y ecología
SERNATUR la describe como:: 178 
Tiene una superficie de 19.4 km2. Forma parte de la cuenca del río Mayer. Es apto para la pesca recreativa y en su entorno se pueden desarrollar cabalgatas y caminatas desde la localidad de Villa O'Higgins.